# Permakultura
Permakultura osmišljava i razvija sustave te primjenu etičkih smjernica i načela za planiranje, projektiranje i održavanje održivih životnih prostora ljudi u skladu s prirodom.
Riječ "permaculture" su sredinom sedamdesetih godina skovali Australci Bill Mollison i David Holmgren od riječi permanent agriculture. Permakulturu može se opisati kao etički oblik sustava koji je pogodan za proizvodnju hrane, uporabu zemljišta i izgradnju kuća.

## Povijest
U 1929. godini, Joseph Russell Smith je publicirao knjigu: Kultiviranje drveća: stalna poljoprivreda (eng. Tree Crops: A Permanent Agriculture), u kojoj je objavio svoja dugogodišnja iskustva eksprimentiranja s kulturama voća i koštunjičavog voća za ishranu čovjeka i životinja. Vidio je svijet kao isprepletanu povezanu cjelinu i predložio mješoviti sistem uzgoja drveća i drugih usjeva ispod drveća. Ova knjiga je inspirirala mnoge u pokušaju izgradnje održivih poljoprivrednih sistema, kao na primjer Toyohika Kagawu, koji je bio pionir poljošumarstva u Japanu tokom 1930-tih.
Definicija permanentne poljoprivrede, koja je održiva, je podržana od Australca P.A. Yeomansa u njegovoj knjizi iz 1964. godine Voda za svaku farmu (eng. Water for Every Farm). On je uveo pristup zasnovan na promatranju upotrebe zemljišta tokom 1940-tih, I dao je temljne odrednice za upravljanje obezbjeđivanjem i distribucijom vode tokom 1950-tih.
Rad Stewarta Branda je također imao rane utjecaje, zabilježio je Holmgren. Ostali koji su utjecali na razvoj permakulture su Ruth Stout i Esther Deans, koji su bili pioniri metoda vrtlarenja bez kopanja, i Masanobu Fukuoka, koji je u kasnim 1930-tim u Japanu započeo zagovaranje voćnjaka, vrtova i prirodne poljoprivrede bez oranja odnosno voćarstva bez rezidbe.
Postoji i mogućnost da je prvi zapis moderne primjene koncepta permakulture kao sistemske metode bilo od strane Austrijskog poljoprivrednika Sepp Holzera tokom 1960-tih.

## Ključna načela i principi dizajna
Tri ključna načela permakulture su:
- Briga o zemlji: Briga da se svi živi sistemi održe i umnože. Ovo je prvo načelo, jer bez zdrave zemlje, ljudi ne mogu opstati.
- Briga o ljudima: Briga da ljudi imaju pristup resursima neophodnim za njihovo održanje.
- Vraćanje viška: Ponovna investicija viška u sistem kako bi se osiguralo ispunjenje prvog i drugog načela. Ovo uključuje povrat otpada u sistem kako bi se reciklirao u nešto korisno.

Permakulturni dizajn naglašava obrasce pejzaža, funkcije i grupe vrsta. Određuje gdje bi ovi elementi trebali biti raspoređeni kako bi pružili maksimalnu korist lokalnoj sredini. Centralni koncept permakulture je maksimiziranje korisnih veza među komponentama sistema i sinergija krajnjeg dizajna. Fokus permakulture je dakle ne na svakom elementu odvojeno, nego na vezama koje se stvaraju među elementima zbog njihovog organiziranj u sistem i kreiranje cjeline koja je veća od svakog zasebnog djela. Permakulturni dizajn traži načine za smanjenje nastanka otpada, ljudskog rada i ulaganja energije putem izgradnje sistema koji daje maksimum koristi među dizajniranim elementima i na taj način obezbjeđuje sinergiju sistema. 
Permakulturni dizajn se razvija tokom vremena uzimajući u obzir veze među elementima i same elemente i može postati izuzetno kompleksan sistem, koji proizvodi mnogo hrane i materijala s minimalnim ulaganjima.

### Dvanest temeljnih odrednica permakulture
Prvi je ove odrednice uobličio David Holmgren u svom djelu Permaculture: Principles and Pathways Beyond Sustainability:
1. Promatraj i djeluj: Odlukom da se bavimo prirodom i učimo od nje možemo doći do rješenja potpuno prilagođenih našoj situaciji.
2. Uhvati i uskladišti energiju: Ako poštujemo ovu odrednicu energije skupljena u vrijeme obilja bit će nam na raspolaganju u vrijeme nestašice.
3. Ostvari prinos: Kada nešto radiš radi to samo zbog zaista vrijedne svrhe.
4. Primjenjuj samoregulaciju i prihvaćaj povratne informcije: Neprimjereno djelovanje treba na vrijeme obustaviti.
5. Koristi i vrednuj samo obnovive resurse i servise:Prirodno obilje iskoristi najbolje što možeš te maksimalno ograniči korištenje neobnovivih resursa .
6. Ne proizvodi otpad:Ako pažljivo i osmišljeno koristimo ono čime raspolažemo otpada ne može biti .
7. Kod oblikovanja kreći se od općenitosti ka detaljima
8. Jedinstvo je bolje od rascjepkanosti: .
9. Koristi male i sporodjelujuće sustave: iSTI SU ZNATNO LAKŠI ZA ODRŽAVANJE od onih velikih,te bolje koriste lokalne resurse,i na kraju daju dugoročno održivija rješenja.
10. Koristi i vrednuj različitosti:
11. Koristi rubna i granična područja : Međuprostori između stvari i pojmova područja su posebno pogodna za djelovanje. Tu se načešće nalaze najvrijedniji,najraznorodniji i najproduktivniji dijelovi sustava.
12. Kreativo reagiraj na promjene: Pozitivan utjecaj na neodgodive promjene možemo ostvariti kroz pažljivo i sustavno promatranje,te potom dobro promišljeno djelovanje.

### Slojevitost
Slojevitost je jedan od alata korištenih u dizajnu funkcionalnih ekosistema koji su održivi i direktno korisni ljudima. Zreli ekosistem ima veliki broj veza između njegovih komponenti: drveća, središnjeg sloja, pokrovnog sloja, zemljišta, gljiva, insekata i životinja. Biljke rastu do različitih visina i zbog toga je raznolika zajednica života moguća na relativno maloj površini, jer je svaki sloj postavljen jedan iznad drugog. U sistemu šumskog vrta prepoznato je sedam slojeva, iako neki praktičari uključuju i gljive kao osmi sloj.U ovom dijelu se permakultura prilično preklapa s poljošumarstvom.
1. Sloj visokog drveća: najviše drveće sustava. Veliko drveće dominira ali ne zauzima čitav prostor.
2. Sloj nižeg drveća: niže drveće.
3. Grmlje: raznoliki sloj drvenastih vrsta ograničene visine, uključuju najčešće bobičaste grmove.
4. Sloj jednogodišnjih biljaka: Biljke ovog sloja odumiru svake godine (ako je zima dovoljno hladna). One ne proizvode drvenasta stabla kao sloj grmlja. Mnoge vrste koje se koriste u kuhanju i medicini se nalaze u ovom sloju. Mogu biti jednogodišnje, dvogodišnje ili višegodišnje vrste.
5. Površina zemlje, pokrov: Postoji neko preklapanje sa slojem prethodnim i pokrovnim slojem, međutim biljke u ovom sloju su mnogo bliže zemlji, rastu gusto kako bi ispunile goli prostor i često mogu tolerirati nešto gaženja. Pokrovne vrste zadržavaju zemljište i smanjuju eroziju, zajedno sa zelenim gnojivom dodaju organsku materiju zemljištu, posebno dušik.
6. Rizosfera: Sloj korijenja u zemljištu. Veliki dio ovog sloja čine zemlja i organizmi koji žive u zemljištu kao što su korjenje biljaka (uključujući korjenaste plodove kao što su krumpir i ostale jestive krtole), gljive, insekti, nematode, gliste i slično.
7. Vetikalni sloj: penjačice, kao što je primjerice vinova loza,kivi, kineska šizandra.

### Cehovsko uređenje biljnih zajednica
Postoje različiti cehovi, uključujući i biljke sa sličnim funkcijama (koje bi se međusobno mogle smjenjivati u ekosistemu), ali najčešća percepcija ceha je ceh za međusobnu podršku. Takav ceh predstavlja grupu vrsta u kojoj svaka obezbjeđuje set jedinstvenih različitih funkcija koje surađuju harmonično. Ceh međusobne podrške su grupe biljaka, životinja, insekata itd. koje dobro surađuju. Neke biljke se uzgajaju zbog proizvodnje hrane, neke zbog korijena kojim izvlače nutrijente iz dubine na površinu zemljišta, neke su fiksatori dušika, neke privlače korisne insekte a neke pak odbijaju štetne insekte. Kada se grupiraju zajedno u uzajamno korisnom aranžmanu ove biljke formiraju ceh.

### Granični efekt
Efekt granice u ekologiji se naziva efekt položaja ili postavljanja kontrastnih sredina jedne pored drugih u ekosistemu. Permakulturisti kažu da gde se različiti sistemi susreću, tu je mjesto intenzivne produktivnosti i korisnih veza. Primjer ovoga je obala, gdje se more ili rijeka odnosno jezero i zemlja susreću, ovo je posebno bogata površina koja obezbjeđuje disproporcionalni postotak ljudskih i životinjskih potreba. Ovaj efekt se oponaša i u permakulturnom dizajnu upotrebom spirala u vrtu ili kreiranjem jezera koja imaju vijugave obale, prije nego odabirom jednostavnog kružnog ili ovalnog oblika (ovim se povećava površina granice zadatog prostora).

### Zone
Zone su način inteligentnog organiziranja elemenata dizajna u ljudskom okruženju na osnovu učestalosti upotrebe i biljnih ili životinjskih potreba. Često korišteni ili održavani elementi dizajna se postavljaju u blizinu kuće u zonama 1 i 2. Rjeđe korišteni elementima ili elementi koji imaju više koristi od izolacije (kao što su divlje vrste ) su postavljaju udaljeni od kuće. Princip zone je utemeljen na odgovarajućem pozicioniranju elemenata našeg sistema. Zone se označavaju brojevima od 0 do 5.

#### Zona 0
Kuća, ili centar doma. Ovdje se principi permakulture fokusiraju na smanjenja potreba za energijom i vodom, upotrebu dostupnih prirodnih resursa, kao što je sunčeva svjetlost, i generalno ima se cilj stvaranja harmoničnog održivog okruženja za život i rad. Zona 0 je neformalna oznaka, koja nije posebno definirana u knjizi Billa Mollisona.

#### Zona 1
Zona najbliža kući, koja se koristi za postavljanje elemenata sistema koji zahtijevaju čestu pažnju, ili koji se trebaju često posjećivati, kao što su usjevi salate, bilja, voća kao što su jagode ili maline, staklenik, glistnjak, odlaganje kuhinjskog otpada itd. Uzdignute leje se često koriste u zoni 1 u urbanim sredinama.

#### Zona 2
Ova oblast se koristi za višegodišnje biljke koje zahtijevaju rjeđe održavanje, kao što su povremene kontrole korova ili rezanje, uključujući žbunje ribizli, voćnjak, bundeve, slatki krumpir, itd. Također, to bi moglo biti dobro mjesto za košnice, kompostiranje većih razmjera, i sl.

#### Zona 3
Oblast u kojoj se uzgajaju glavni - usjevi za domaću upotrebu i za trgovinu. Nakon osnivanja, potrebna njega i održavanje je minimalno kao što su navodnjavanje ili suzbijanje korova možda jednom nedjeljno (ako se koristi malčiranje i slične korisne metode).

#### Zona 4
Poludivlja oblast. Ova zona se uglavnom koristi za stočnu hranu i prikupljanje resursa, na primer proizvodnju drveta za gradnju ili drva za ogrjev.

#### Zona 5
Oblast divljine. Nema ljudske intervencije u zoni 5. Osim promatranja prirodnih ekosistema i ciklusa prirode. U ovoj zoni izgrađuje se prirodna rezerva bakterija, plijesni i insekata, koja može da pomogne ostalim zonama.

## Praktična primjena

### Poljošumarstvo
Poljošumarstvo njeguje pristup interaktivnog korištenja drveća i grmlja u kombinaciji s usjevima ili uzgojem životinja.Kao što se vidi iz samog naziva isto koristi tehnike klasične poljoprivrede i šumarstva kako bi se došlo do veće bio raznolikosti,veće produtivnosti,profita,te dakako održivijih rješenja.
Šumsko vrtlarenje termin je koji permakulturisti koriste da bi opisali sustave koji imitiraju prirodnu šumu.  Šumski vrt poput drugih permakulturnih načina oblikovanja u sebi utjelovljuje procese i međuodnose koje oblikovatelji ovih rješenja smatraju važnim u prirodnim ekosustavima.U literaturi naizmjence se koriste termini poput šumskog vrta odnosno šume koja hrani.Brojni značajni permakulturisti koriste šumsko vrtlarenje kao jedan od temelnih koncepata svog načina permakulturnog oblikovanja - Graham Bell,Patrick Whitefield,,David Jacke,Eric Toensmeier,Geoff Lawton. Bell je počeo oblikovati svoj šumski vrt 1991 ,te je napisao knjigu The Permaculture Garden  1995, Whitefield piše knjigu How to Make a Forest Garden  2002, Jacke i Toensmeier zajednički pišu dvotomno djelo Edible Forest Gardening  2005, a Lawton predstavlja film Establishing a Food Forest godine 2008.
Vrt s drvećem,poput Kandyanskih vrtova s drvećem,u Južnoj i Jugistočnoj Aziji često su stari i po više stotina godina. .

### Hügel kultura
Hügel kultura je praksa u kojoj se u zemlju zakapaju značajne količine drveta,kako bi se povećela sposobnost tla da zadržava vodu. Zbog svoje porozne strukture zakopano spororazgrađujuće drvo se ponaša kao spužva. Tijekom kišne sezone upija vlagu,te je za suše polako otpušta. Ovu tehniku koriste permakulturisti Sepp Holzer, Toby Hemenway, Paul Wheaton i permakulturi blizak Masanobu Fukuoka.

### Prirodna gradnja
Priridna gradnja podrazumijeva sustave građenja zgrada koji su orijentirani ka održivosti kao krajnjem cilju.Fokusirana je na trajnost te korištenje minimalno prerađenih materijala ,koji su k tome još lako dostupni te predstavljaju obnovljivi resurs.

### Zastiranje tla
U poljoprivredi i vrtlarstvu ,zastiranje se koristi kao zaštitni sloj koji koči razvoj korova te isparavanje vode,a svojim razlaganjem dodatno može hraniti biljke.Može se koristiti najrazličitije materijale - kamenje,lišće,piljevina,slama,sijeno,karton ili papir,drvena sječka ili mljevena kora,šljunak.

### Intenzivna rotaciona ispaša
Ispaša je dugo bila optuživana za uništavanje okoliša.Međutim pokazalo se da kada se isto modelira po uzoru na prirodu,efekti iste postaju pozitivni.  Sustav je znan kao managed intensive rotational grazing(MIRG) odnosno sustav ispaše u kom se preživači ili nepreživači koriste da bi maksimizirali kvalitetu i kvantitetu biljnog materijala na lokaliteta na kojem se ista odvija.Lokalitet se zatim određeno vrijeme ne koristi kao bi se obnovio,a zatim ga se opet koristi ili za ispašu ili za sadnju usjeva.
i

### Alternativno voćarstvo
Voćarstvo bez rezidbe tehnika je koje se užasavaju tkz voćarski eksperti, i to usprkos znane činjenice da je isto rado prakticirano u kućnim vrtovima. Usprkos tim animozitetima isto uz manje rada može dati barem iste, ako ne i veće prinose. Ovim se vidom voćarstva najviše bavio permakulturi blizak Masanobu Fukuoka.

### Mollison and Holmgren
Sredinom sedamdesetih godina dvadesetog stoljeća Bill Mollison i David Holmgren počeli su razvijati ideje o stabilnim agrrikulturnim sustavima na Tasmaniji.Ovo je bilo rezultat opasnosti od brzog porasta uporabe tkz suvremene industrijski orijentirane poljoprivrede.Spomenuta je izrazito zavisna o neobnovljivim resursima,a dodatni je efekt istog trovanje tla i vode,smanjenje bioraznolikosti,te uklanjanje ogromnih količina gornjeg sloja tla.Svoj su sustavni pristup prozvali permakulturom,te su ga predstavili javnosti putem publiciranja knjige Permaculture One in 1978.
Početkom 1980tih, proširili su svoj koncept i na stvaranje održivog humanog habitata.Nakon knjige  Permaculture One, Mollison je dodatno doradio i razvio svoje ideje kroz oblikovanje stotina permakulturno tretiranih lokaliteta,te je objavio knjigu Permaculture: A Designers Manual. U više od 80 zemalja svijeta držao je svoj dvotjedni tečaj permakulture. One koji su tečaj završili ohrabrivao je da i sami postanu učitelji i formiraju vlastite institucije i centre demonstriranja.Ovo je multipliciranje imalo ključnu ulogu u daljnjem širenju pokreta.

## Vanjske poveznice
- Udruga Hrvatska permakultura
- Udruga Zelena mreža aktivističkih grupa  Arhivirana inačica izvorne stranice od 9. lipnja 2015. (Wayback Machine)
- Ured za permakulturu
- Karte mit Permakultur-Projekten im deutschsprachigen Raum und Ungarn.  Arhivirana inačica izvorne stranice od 11. studenoga 2018. (Wayback Machine)